# 吳俊欣
吳俊欣（Tom Ng，1994年3月1日—），生於香港，香港籃球運動員，司職中鋒，現時效力香港甲一組籃球聯賽球隊南華。

## 籃球生涯
吳俊欣生於香港，在中學籃壇可謂鶴立雞群，於2013年5月27日的學界籃球邀請賽決賽獨取10分，並在關鍵時刻成功偷球協助英華書院勇奪冠軍，而他不但榮膺本屆賽事的最有價值球員，更在賽後獲得甲一班霸球隊南華的班主洪游奕賞識。同年，吳俊欣加盟班霸南華，可惜的腳趾骨裂，令他整季都只能在場邊觀戰和養傷，2016年2月12日，吳俊欣與南華隊友林凱光與連浩駿及鄭浩恆以南華名義出戰香港聯賽盃三人籃球賽，並首度奪得冠軍。

## 外部連結
- 香港籃球總會網頁（页面存档备份，存于）